# Forn de guix La Productora
El forn de guix La Productora és una obra d'Òdena (Anoia) inclosa a l'Inventari del Patrimoni Arquitectònic de Catalunya.

## Descripció
Es tracta d'un conjunt formant per tres forns oberts en un pendent del terreny per facilitar-ne l'excavació. Hi ha dos cossos: un corresponent als forns, i l'altre, situat al davant i a nivell més baix, que servia per disposar els carros o vehicles per descarregar directament el guix cuit. Els forns estan formats per una cavitat circular recoberta de paret de maó. Al seu interior s'hi feia una volta amb pedra de guix plana a l'interior de la qual s'hi dipositaven capes de pedra de guix i llenya estellada.
Aquesta volta, per l'escalfor, quedava esfondrada un cop acabada la cuita. Cada forn tenia dues boques, una a la part superior per on respirava i una a l'inferior per on es treia el guix cuit i per on s'anaven posant els fogots durant la cuita. Hi ha un gran treball de maó.

## Història
A inicis del segle xix és quan l'explotació de guix adquireix més importància, una de les principals activitats industrials de la Conca d'Òdena. Van sorgir diferents explotacions al terme com les "lep Andorrà" "La Productora" i la guixera del castell d'Òdena.
Aquests forns en concret van estar en funcionament fins fa, aproximadament uns 20 anys. (La Productora)